# Robert Kubica
Robert Józef Kubica [ˈrɔbɛrt kuˈbit͡sa] (* 7. Dezember 1984 in Krakau) ist ein polnischer Automobilrennfahrer. Er startete von 2006 bis 2010 als erster Pole in der Formel 1 und stand von 2006 bis 2009 bei BMW Sauber und 2010 beim Renault-Team unter Vertrag. Infolge eines schweren Rallye-Unfalls im Februar 2011 während der Vorbereitungsphase zur Formel-1-Weltmeisterschaft 2011 fiel Kubica verletzungsbedingt aus. 2018 wurde er als Entwicklungsfahrer von Williams unter Vertrag genommen, 2019 stieg er zum Stammfahrer auf. Von 2020 bis 2022 stand Kubica bei Alfa Romeo-Sauber als Testfahrer unter Vertrag.

## Karriere

### Anfänge im Motorsport
Nach einigen Jahren, in denen Kubica im Kartsport hauptsächlich in Italien aktiv war, stieg er 2001 in den Formelsport ein und nahm am Formel Renault 2.0 Eurocup teil. Nachdem er den 14. Platz im Gesamtklassement belegt hatte, verbesserte er sich 2002 auf den siebten Gesamtrang. Erfolgreicher lief es für ihn in der italienischen Formel Renault, in der er auch in beiden Jahren an den Start ging. Nach Platz 13 im Jahr 2001 gewann er 2002 den Vizemeistertitel der Serie hinter José María López.
2003 wechselte Kubica in die neu gegründete Formel-3-Euroserie zum Prema Powerteam. Nach einem Unfall im Straßenverkehr fiel er mit einer Armverletzung zunächst aus. Zur Behandlung wurden ihm 18 Titanschrauben eingesetzt. Kubica stieg erst zum vierten Rennwochenende in die Meisterschaft ein. Dabei gelang es ihm sein erstes Rennen auf dem Norisring zu gewinnen. Am Saisonende belegte er den zwölften Gesamtrang. 2004 blieb Kubica in der Formel-3-Euroserie. Er wechselte zu Mücke Motorsport und wurde Teamkollege von Bruno Spengler. Kubica gewann zwar kein Rennen, hatte seinen Teamkollegen allerdings im Griff und belegte am Saisonende den siebten Gesamtrang. Außerdem wurde er 2004 hinter Alexandre Prémat Zweiter beim prestigeträchtigen Macau Grand Prix.
2005 wechselte Kubica in die Formel Renault 3.5 zu Epsilon Euskadi. Mit vier Siegen und weiteren sieben Podest-Platzierungen gewann er den Meistertitel vor Adrián Vallés und Markus Winkelhock. Außerdem startete er wieder beim Macau Grand Prix, in dem er vor Sebastian Vettel, der Dritter wurde, erneut den zweiten Platz belegte. Diesmal musste er sich Lucas di Grassi geschlagen geben.

### Formel 1

#### BMW Sauber (2006–2009)
Am 1. Dezember 2005 absolvierte Kubica in Barcelona seinen ersten Formel-1-Test am Steuer eines Formel-1-Wagens des Renault-Teams. Da der französische Rennstall mit Franck Montagny bereits einen Testfahrer für das Jahr 2006 unter Vertrag hatte, wurde Kubica zunächst Testfahrer bei BMW Sauber.

##### 2006
Den ersten Einsatz als Testfahrer bestritt Kubica sogleich beim Saisonauftakt am 10. März 2006 im ersten Freitagstraining zum Großen Preis von Bahrain, in dem er auf Anhieb Bestzeit fuhr. Seitdem wurde Kubica in allen Freitagstrainings als dritter Fahrer eingesetzt.
Nachdem Jacques Villeneuve, der zunächst Stammfahrer bei BMW Sauber war, im Laufe der Saison 2006 nicht überzeugte und seine Leistungen im Vergleich zu seinem Teamkollegen Nick Heidfeld stark abfielen, übernahm Kubica zum Großen Preis von Ungarn das Cockpit von Villeneuve, dessen Formel-1-Karriere damit beendet war. Trotz Regens und eines Dreher inklusive Abriss des Frontflügels kam er auf dem siebten Platz ins Ziel. Da sein Auto jedoch zwei Kilogramm zu leicht war, wurde er nachträglich disqualifiziert. Wilhelm Rampf, Technischer Direktor von BMW Sauber, macht den starken Reifenverschleiß für das Untergewicht verantwortlich.
In seinem dritten Formel-1-Rennen, dem Großen Preis von Italien in Monza, fuhr Kubica auf den dritten Platz und erreichte somit als erster Pole überhaupt das Podium bei einem Grand Prix der Formel 1. Zugleich war dies erst der zweite Podiumsplatz für BMW Sauber in der Saison. Kubica war damit zu dem Zeitpunkt nach dem Spanier Fernando Alonso der zweitjüngste Fahrer, der je einen Podestplatz erreichte.  Nach Abschluss der Saison, in der er mit sechs Punkten den 16. Platz in der Fahrerwertung belegte, erhielt Kubica einen Vertrag bis zum Ende der Saison 2008 bei BMW Sauber.

##### 2007
Nachdem Kubica bei den ersten fünf Rennen der Saison 2007 mit einem vierten Platz als bestes Resultat dreimal Punkte erzielt hatte, verunglückte er beim Großen Preis von Kanada schwer. Er prallte mit etwa 230 km/h gegen eine Mauer, nachdem sein Wagen nach einer Kollision mit dem Toyota von Jarno Trulli ausgehebelt worden war und Kubica somit nicht mehr bremsen konnte. Sein Wagen wurde von der Mauer zurückgeschleudert, überschlug sich und touchierte auf der gegenüberliegenden Fahrbahnseite eine Leitplanke, bevor er völlig zerstört auf der Seite liegend zum Stillstand kam. Bei dem Unfall war die gemessene g-Belastung auf seinen Körper 75 Mal höher als sein eigenes Körpergewicht. Kubica blieb regungslos im Wrack zurück. Nach seiner Rettung wurde er zunächst in das Medical Center und von dort per Hubschrauber in ein nahegelegenes Krankenhaus gebracht. Weniger als 24 Stunden nach dem Unfall konnte Kubica das Hospital wieder verlassen. Er hatte sich lediglich Prellungen, eine leichte Gehirnerschütterung und eine Fußverstauchung zugezogen. Kubica kündigte umgehend an, beim nachfolgenden Rennen eine Woche später in Indianapolis fahren zu wollen, was ihm jedoch vom Chefarzt der FIA, Gary Hartstein, mit dem Hinweis untersagt wurde, dass das Risiko eines erneuten Unfalls und daraus resultierender schlimmerer Verletzungen vermieden werden müsse. Sebastian Vettel vertrat ihn daraufhin beim Großen Preis der USA.
In seinem ersten Rennen nach der Pause, dem Großen Preis von Frankreich in Magny-Cours, belegte er Platz vier mit knapp zehn Sekunden Vorsprung vor seinem Teamkollegen Heidfeld. Im weiteren Saisonverlauf folgte ein weiterer vierter Platz. Kubica, der in dieser Saison keine Podest-Platzierung erzielt hatte, unterlag Heidfeld in dieser Saison mit 39 zu 61 Punkten und beendete die Saison auf dem sechsten Rang in der Fahrerwertung.

##### 2008

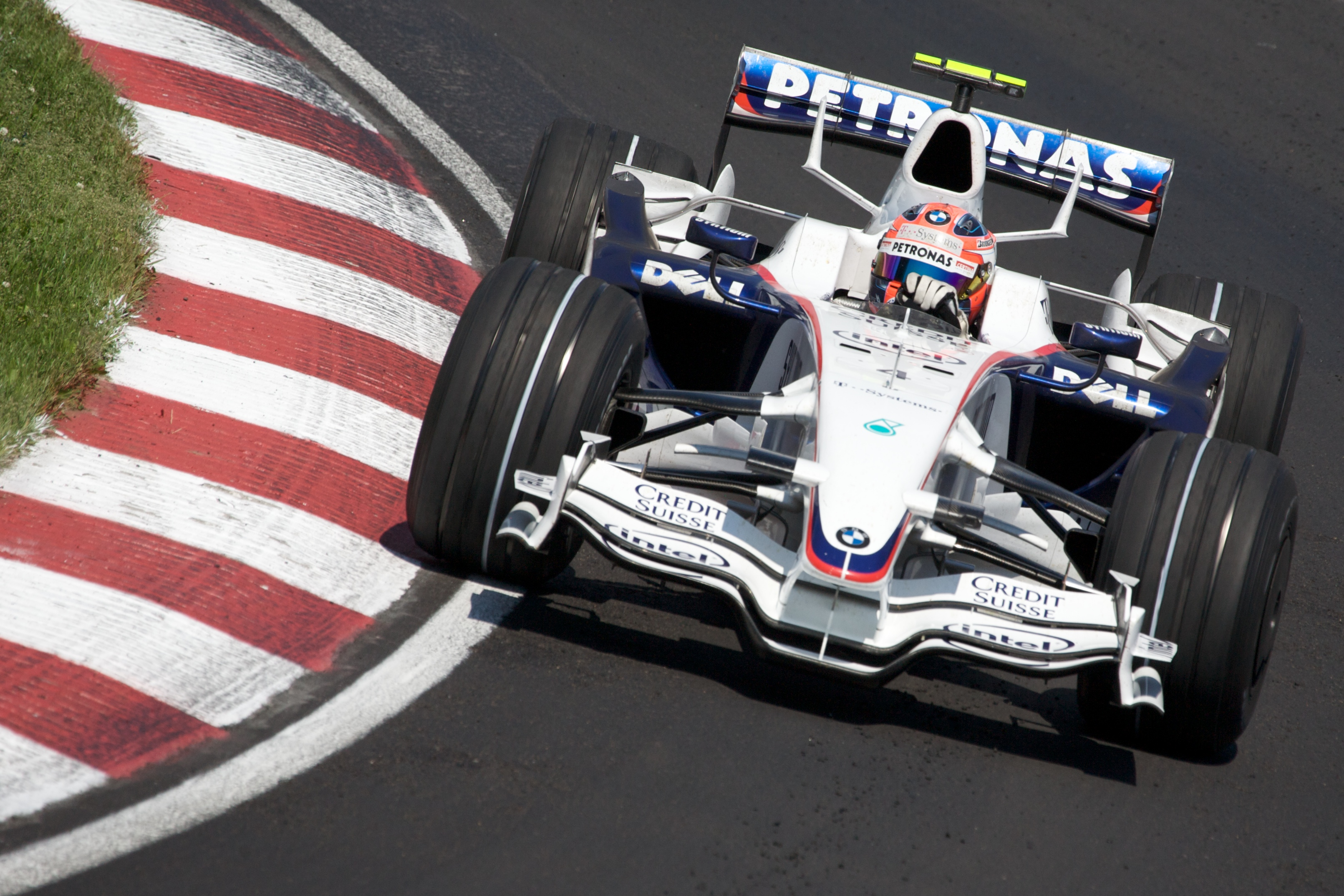
Erster und einziger Sieg beim Großen Preis von Kanada 2008

In die Saison 2008 startete Kubica wie schon 2007 mit einem Ausfall. In den darauffolgenden Rennen erzielte er zwei Podestplätze und errang beim Großen Preis von Bahrain seine erste Pole-Position, die gleichzeitig die erste Trainingsbestzeit von BMW Sauber darstellte. Auf dem anspruchsvollen Stadtkurs von Monte Carlo hatte Kubica lange Zeit Siegchancen und belegte schließlich den zweiten Platz. Knapp ein Jahr nach seinem schweren Unfall gewann Kubica in Montréal seinen ersten Grand Prix, der zugleich der erste Sieg für BMW Sauber war. Da Heidfeld den zweiten Platz belegt hatte, war es zudem der erste Doppelsieg für den Rennstall. Zum ersten Mal übernahm Kubica nach dem Rennen die Gesamtführung in der Weltmeisterschaft. Im weiteren Saisonverlauf sammelte Kubica regelmäßig Punkte und stand dreimal auf dem Podium. Er war allerdings nicht in der Lage, mit Lewis Hamilton und Felipe Massa mitzuhalten, und wurde in der Fahrerwertung auf den dritten Platz durchgereicht. Wegen konstanter Leistungen hatte er allerdings bis zwei Rennen vor Saisonende noch die Möglichkeit den Titel zu gewinnen. Im letzten Rennen überholte ihn noch Kimi Räikkönen in der Fahrerwertung. Dadurch belegte Kubica am Ende mit 75 Punkten punktgleich mit Räikkönen den vierten Gesamtrang. Weil er nur einen Sieg hatte, der Ferrari-Pilot aber zwei, gab das am Ende zu seinen Ungunsten den Ausschlag.
Kubica wurde wegen dieser Leistung 2008 in einer gemeinsamen Abstimmung unter den Lesern der Sportzeitung Przegląd Sportowy und den Zuschauern des TV-Senders TVP zum polnischen Sportler des Jahres gewählt.

##### 2009
In der Saison 2009 blieb Kubica bei BMW Sauber, die in dieser Saison um den Weltmeistertitel mitkämpfen wollten. Allerdings zeigte sich schon beim ersten Rennen, dass man den Teams an der Spitze unterlegen war. Die Entwicklung von KERS, einem Energierückgewinnungssystem, hatte nicht den erhofften Sprung nach vorne gebracht, sondern vielmehr zur Vernachlässigung anderer Bereiche der Fahrzeugentwicklung geführt. Beim Großen Preis von Australien lag Kubica mit einer guten Strategie auf dem dritten Platz und versuchte Vettel zu überholen. Beide Fahrer kollidierten kurz vor Schluss und mussten das Rennen beenden. Darauf wartete Kubica bis zum Großen Preis der Türkei auf erste Punkte. Nach dem Großen Preis von Ungarn gab BMW den Rückzug zum Saisonende bekannt. Kubica fuhr anschließend bei vier weiteren Rennen Punkte ein. Am erfolgreichsten war sein Rennen in Brasilien, bei dem er den zweiten Platz erzielte. In der Fahrerweltmeisterschaft belegte Kubica mit 17 Punkten 14. Platz, während Heidfeld 13. wurde mit deren 19.

#### Renault (2010–2011, 2017)

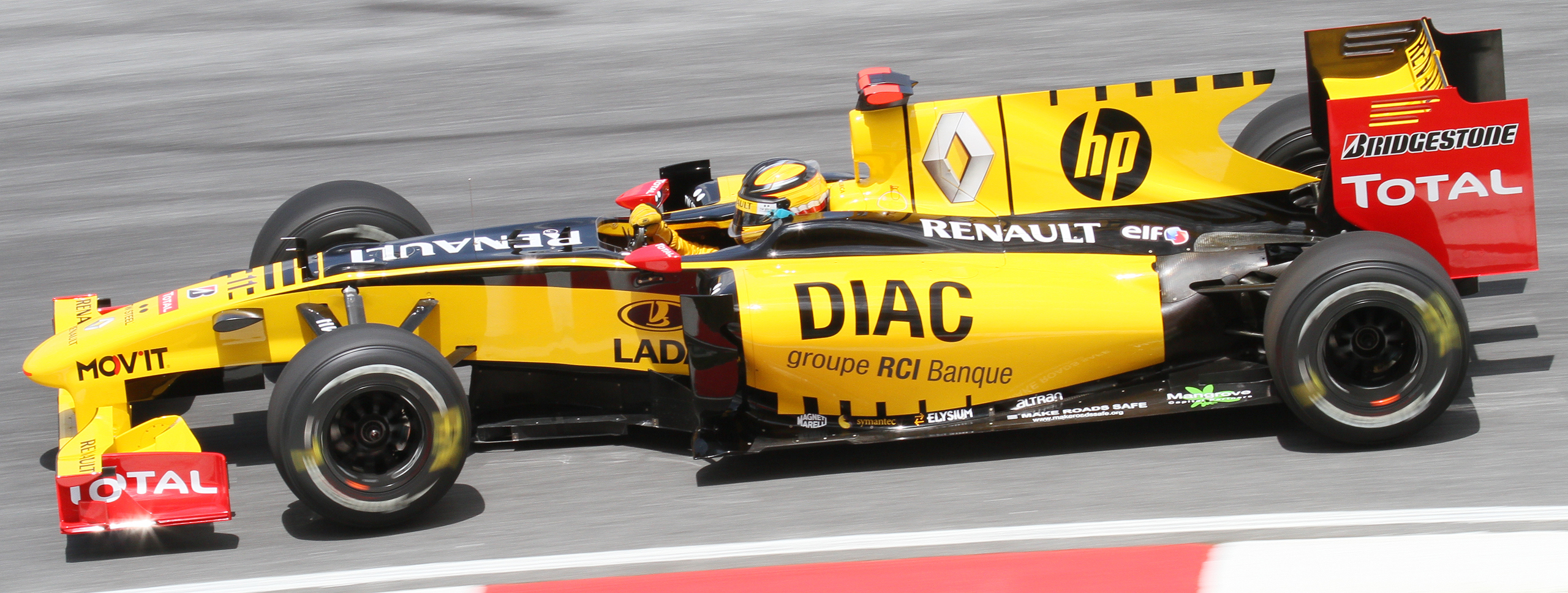
Kubica im Renault beim Großen Preis von Malaysia 2010

##### 2010
Kubica wechselte in der Saison 2010 zu Renault F1. Sein Teamkollege war der Russe Witali Petrow, mit dem er das erste Fahrerduo der Formel 1 aus den ehemaligen Ostblockstaaten bildete. Mit einem zweiten Platz in Australien erzielte er bereits im zweiten Saisonrennen die erste Podest-Platzierung für sein neues Team. Weitere Platzierungen auf dem Podium folgten beim prestigeträchtigen Großen Preis von Monaco und beim Großen Preis von Belgien, die er beide auf dem dritten Platz beendete. Kubica erzielte regelmäßig Punkte und schaffte es nur beim letzten Grand Prix in Abu Dhabi nicht in den letzten Abschnitt der Qualifikation. In der Gesamtwertung belegte er am Saisonende den achten Platz mit 136 Punkten.

##### 2011
Nachdem Kubica bereits 2010 als Gaststarter an einigen Rallye-Veranstaltungen teilgenommen hatte, erhielt er von Renault vor der Formel-1-Saison 2011 die Freigabe mit einem Škoda Fabia S2000 an der am 6. Februar 2011 stattfindenden Ronde di Andora in Italien teilzunehmen. Während der ersten Wertungsprüfung verunglückte Kubica. Er kam in Testico von der Strecke ab und prallte mit hoher Geschwindigkeit gegen eine Leitplanke, die sich ins Auto bohrte. Während sein Copilot Jakub Gerber unverletzt blieb, zog sich Kubica eine schwere Handverletzung sowie zahlreiche Arm- und Beinbrüche zu und wurde mit einem Hubschrauber in eine Klinik gebracht. In einer siebenstündigen Notoperation retteten die Ärzte seine rechte Hand. Kubica, der bei den eine Woche zuvor stattgefundenen Formel-1-Testfahrten die Wochenbestzeit erzielt hatte, fiel verletzungsbedingt für die gesamte Saison 2011 aus und wurde durch Nick Heidfeld und Bruno Senna vertreten.
Bis 2012 stand Kubica bei Renault, die ab 2012 den Chassis-Namen Lotus verwendeten unter Vertrag. Ende November 2011 gab Kubica jedoch bekannt, dass er zum Saisonauftakt 2012 noch nicht fit sein werde. In seiner Genesungsphase passierte ihm am 11. Januar 2012 ein weiterer Unfall. Beim Spazierengehen rutschte er auf einer Eisplatte aus und brach sich das rechte Bein, das bereits bei seinem Rallye-Unfall verletzt worden war.

##### 2017
Nach sechsjähriger Pause von der Formel 1 fuhr Kubica im Juni 2017 in einem von Renault organisierten Test in Valencia den Lotus E20. Er spulte 115 Runden ab, gab sich nach dem Test aber skeptisch: „Ich habe gemischte Gefühle. Ich bin stolz auf das, was ich [beim Test] erreicht habe. Doch da zeigte sich auch, was ich verloren habe.“
Am 24. Juli 2017 gab das Renault Sport F1 Team bekannt, dass Kubica beim Test nach dem Großen Preis von Ungarn 2017 Testfahrten für das Team bestreite. Nach dem Großen Preis der USA durfte er einen Test im Williams FW36 durchführen. Im Anschluss an den Großen Preis von Abu Dhabi durfte er im FW40 erneut an Testfahrten teilnehmen.

#### Williams (2018–2019)

##### 2018

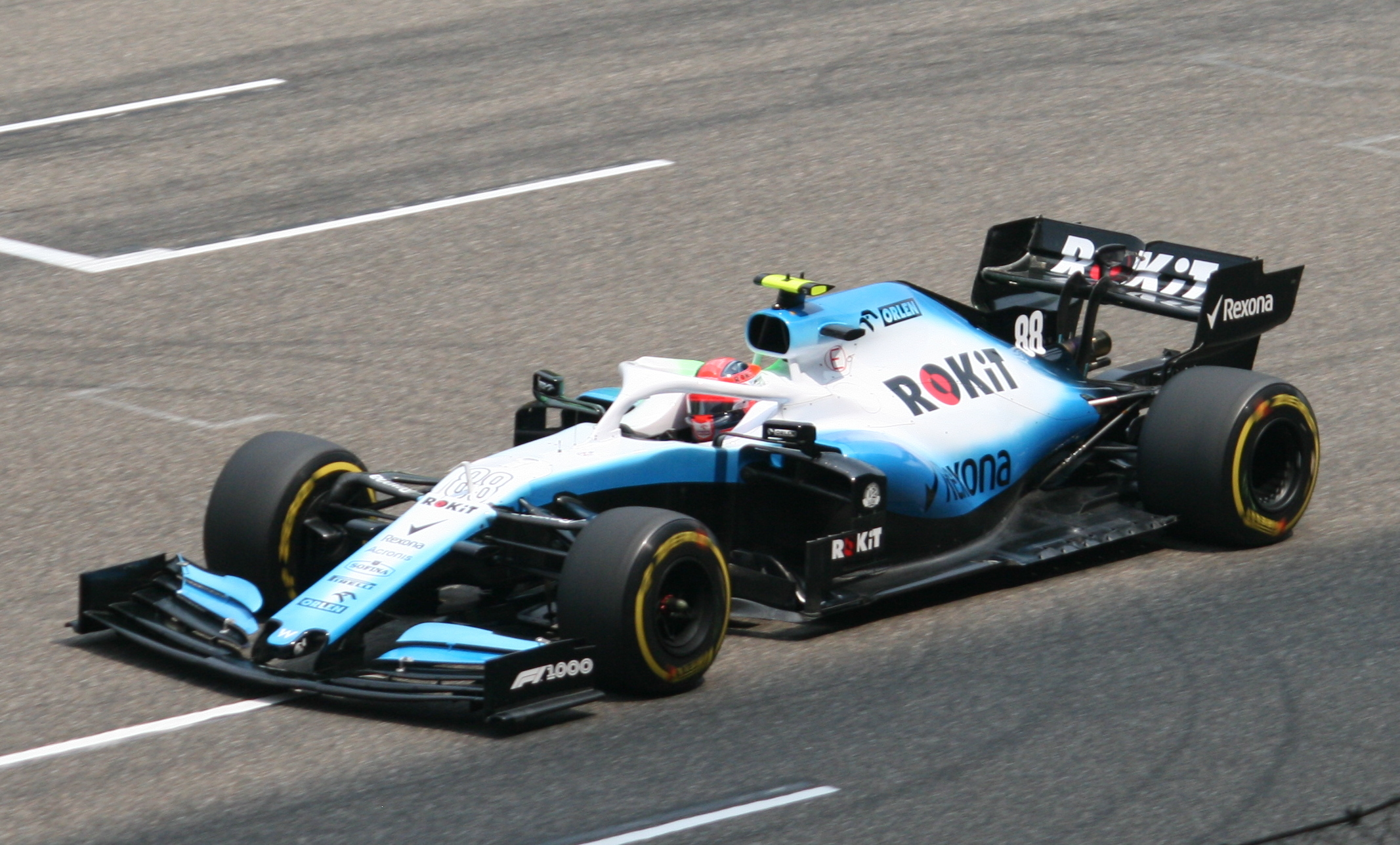
Kubica im Williams beim Großen Preis von China 2019

Im Januar 2018 wurde bekanntgegeben, dass Kubica einen Vertrag bei Williams als Ersatz- und Entwicklungs-Fahrer unterschrieben hat.
Im März 2018 bestritt Kubica die Pre-Season-Testfahrten für Williams neben seinen Teamkollegen Lance Stroll und Sergei Sirotkin. Zudem absolvierte er drei Trainingseinsätze für das Williams-Team.

##### 2019
Williams gab vor dem Großen Preis von Abu Dhabi 2018 bekannt, dass Kubica 2019 zum Stammpiloten des Teams aufsteigt. Er wählte die 88 als seine permanente Startnummer. Beim Großen Preis von Deutschland holte er als Zehnter seinen ersten WM-Punkt nach seinem Comeback. Dies war zugleich der erste und einzige WM-Punkt für das Williams-Team in der gesamten Saison. Er verließ den Rennstall zum Jahresende, was er im Rahmen des Großen Preis von Singapur bekannt gab. Am Saisonende belegte er den 19. Gesamtrang.

#### Alfa Romeo (2020–2021)

##### 2020
Im Januar 2020 gab Alfa Romeo Sauber F1 bekannt, dass Kubica zu seinem ersten Rennstall zurückkehren wird und als Ersatzfahrer Teil des Teams sein wird. Parallel dazu startete er bei der DTM. Er kam zu sechs Einsätzen im Freien Training.

##### 2021
In der Saison 2021 kam er in Barcelona, Spielberg und Budapest zu drei Einsätzen im Freien Training. Im September 2021 ersetzte Kubica Kimi Räikkönen, der positiv auf SARS-CoV-2 getestet wurde, beim Großen Preis der Niederlande und dem Großen Preis von Italien.

### WRC2 (2013)
In der Saison 2013 startete Kubica für das Citroën Total World Rally Team an vier Veranstaltungen der Rallye-Europameisterschaft und an sieben Veranstaltungen der Rallye-Weltmeisterschaft in der WRC-2-Wertung.

### WRC (2014–2016)
In der Saison 2014 startete Kubica für das englische RK M-Sport World Rally Team in der ranghöheren WRC-Klasse, der Rallye-Königsklasse. In seinem ersten Renneinsatz mit dem Ford Fiesta RS WRC stand Kubica nach den ersten beiden gewonnenen Wertungsprüfungen der 82. Rallye Monte Carlo auf Platz 1 des Gesamtklassements. Nach dem gesamten ersten Tag war Kubica auf Platz 3 des Klassements zu finden. Nach einem Unfall in der neunten Wertungsprüfung musste Kubica mit seinem Copiloten Maciej Szczepaniak aufgeben, da das Auto nicht mehr reparabel war. „Es änderte sich plötzlich der Grip“, beschreibt Kubica das Missgeschick nach rund 32 Prüfungskilometern von WP9. Er führte diesen Unfall auch auf seinen großen Erfahrungsnachteil gegenüber dem restlichen Fahrerfeld zurück. Auch bei der Rallye Schweden blieb er glücklos und musste nach mehreren Zwischenfällen die Rallye aufgeben. Insgesamt fiel Kubica bei sechs von dreizehn Weltmeisterschaftsläufen aus, meist durch selbstverschuldete Unfälle. Er klassierte sich bei vier Rallyes außerhalb der Weltmeisterschaftspunkte. Nur in Argentinien, Italien und Australien gelangen ihm Ränge unter den besten Zehn, was am Ende der Saison WM-Rang 16 ergab.

### DTM (2020)
Für das private französische Rennteam ART Grand Prix trat Kubica in der Saison 2020 bei allen 18 Rennen in der DTM an. Mit einem BMW M4 DTM mit der Startnummer 8 fuhr er in Zolder seinen einzigen Podestplatz ein und belegte am Saisonende den 15. Gesamtrang.

## Statistik

### Karrierestationen
| - 1995–2000: Kartsport - 2001: Italienische Formel Renault (Platz 13) - 2001: Formel Renault 2.0 Eurocup (Platz 14) - 2002: Italienische Formel Renault (Platz 2) - 2002: Formel Renault 2.0 Eurocup (Platz 7) - 2003: Formel-3-Euroserie (Platz 12) - 2004: Formel-3-Euroserie (Platz 7) | - 2005: Formel Renault 3.5 (Meister) - 2005: Formel 1 (Testfahrer) - 2006: Formel 1 (Platz 16) - 2007: Formel 1 (Platz 6) - 2008: Formel 1 (Platz 4) - 2009: Formel 1 (Platz 14) - 2010: Formel 1 (Platz 8) | - 2013: Rallye (Platz 13) - 2014: Rallye - 2018: Formel 1 (Testfahrer) - 2019: Formel 1 (Platz 19) - 2020: DTM (Platz 15) / Formel 1 (Ersatzfahrer) - 2021: Formel 1 (Ersatzfahrer) |

### Einzelergebnisse in der Formel-3-Euroserie
| Jahr | Team             | Motor         | 1   | 2   | 3   | 4   | 5   | 6   | 7   | 8   | 9   | 10  | 11  | 12  | 13  | 14  | 15  | 16  | 17  | 18  | 19  | 20  | Punkte | Rang |
| ---- | ---------------- | ------------- | --- | --- | --- | --- | --- | --- | --- | --- | --- | --- | --- | --- | --- | --- | --- | --- | --- | --- | --- | --- | ------ | ---- |
| 2003 | Prema Powerteam  | Opel          | HO1 | HO1 | ADR | ADR | PAU | PAU | NOR | NOR | LMS | LMS | NÜR | NÜR | SPI | SPI | ZAN | ZAN | HO2 | HO2 | MAG | MAG | 31     | 12.  |
| 2003 | Prema Powerteam  | Opel          |     |     |     |     |     |     | 1   | 2   | 27* | 7   | 9   | 6   | 11  | DNF | 7   | 24* | 24* | 10  | 4   | 8   | 31     | 12.  |
| 2004 | Mücke Motorsport | Mercedes-Benz | HO1 | HO1 | EST | EST | ADR | ADR | PAU | PAU | NOR | NOR | MAG | MAG | NÜR | NÜR | ZAN | ZAN | BRN | BRN | HO2 | HO2 | 53     | 7.   |
| 2004 | Mücke Motorsport | Mercedes-Benz | 6   | 7   | 9   | 23  | 17  | DNF | 3   | 2   | 19* | 4   | 9   | 5   | 5   | 2   | 8   | 5   | 10  | 8   | 4   | 7   | 53     | 7.   |

### Statistik in der Formel-1-Weltmeisterschaft

#### Grand-Prix-Sieg
- 2008:  Kanada (Montréal)

#### Gesamtübersicht
Stand: Großer Preis von Italien, 12. September 2021
| Saison | Team                    | Chassis               | Motor                 | Rennen | Siege | Zweiter | Dritter | Poles | schn. Rennrunden | Punkte | WM-Pos. |
| ------ | ----------------------- | --------------------- | --------------------- | ------ | ----- | ------- | ------- | ----- | ---------------- | ------ | ------- |
| 2006   | BMW Sauber F1 Team      | BMW Sauber F1.06      | BMW 2.4 V8            | 6      | –     | –       | 1       | –     | –                | 6      | 16.     |
| 2007   | BMW Sauber F1 Team      | BMW Sauber F1.07      | BMW 2.4 V8            | 16     | –     | –       | –       | –     | –                | 39     | 6.      |
| 2008   | BMW Sauber F1 Team      | BMW Sauber F1.08      | BMW 2.4 V8            | 18     | 1     | 3       | 3       | 1     | –                | 75     | 4.      |
| 2009   | BMW Sauber F1 Team      | BMW Sauber F1.09      | BMW 2.4 V8            | 17     | –     | 1       | –       | –     | –                | 17     | 14.     |
| 2010   | Renault F1 Team         | Renault R30           | Renault 2.4 V8        | 19     | –     | 1       | 2       | –     | 1                | 136    | 8.      |
| 2019   | ROKiT Williams Racing   | Williams FW42         | Mercedes 1.6 V6 Turbo | 21     | −     | −       | −       | −     | −                | 1      | 19.     |
| 2021   | Alfa Romeo Racing Orlen | Alfa Romeo Racing C41 | Ferrari 1.6 V6 Turbo  | 2      | –     | –       | –       | –     | –                | 0      | 20.     |
| Gesamt | Gesamt                  | Gesamt                | Gesamt                | 99     | 1     | 5       | 6       | 1     | 1                | 274    |         |

#### Einzelergebnisse
| Saison | 1   | 2  | 3  | 4  | 5   | 6   | 7  | 8   | 9   | 10 | 11  | 12  | 13 | 14 | 15  | 16 | 17 | 18  | 19 | 20 | 21 | 22 | 23 | 24 |
| ------ | --- | -- | -- | -- | --- | --- | -- | --- | --- | -- | --- | --- | -- | -- | --- | -- | -- | --- | -- | -- | -- | -- | -- | -- |
| 2006   |     |    |    |    |     |     |    |     |     |    |     |     |    |    |     |    |    |     |    |    |    |    |    |    |
| TD     | TD  | TD | TD | TD | TD  | TD  | TD | TD  | TD  | TD | TD  | DSQ | 12 | 3  | 13  | 9  | 9  |     |    |    |    |    |    |    |
| 2007   |     |    |    |    |     |     |    |     |     |    |     |     |    |    |     |    |    |     |    |    |    |    |    |    |
| DNF    | 18  | 6  | 4  | 5  | DNF | INJ | 4  | 4   | 7   | 5  | 8   | 5   | 9  | 7  | DNF | 5  |    |     |    |    |    |    |    |    |
| 2008   |     |    |    |    |     |     |    |     |     |    |     |     |    |    |     |    |    |     |    |    |    |    |    |    |
| DNF    | 2   | 3  | 4  | 4  | 2   | 1   | 5  | DNF | 7   | 8  | 3   | 6   | 3  | 11 | 2   | 6  | 11 |     |    |    |    |    |    |    |
| 2009   |     |    |    |    |     |     |    |     |     |    |     |     |    |    |     |    |    |     |    |    |    |    |    |    |
| 14*    | DNF | 13 | 18 | 11 | DNF | 7   | 13 | 14  | 13  | 8  | 4   | DNF | 8  | 9  | 2   | 10 |    |     |    |    |    |    |    |    |
| 2010   |     |    |    |    |     |     |    |     |     |    |     |     |    |    |     |    |    |     |    |    |    |    |    |    |
| 11     | 2   | 4  | 5  | 8  | 3   | 6   | 7  | 5   | DNF | 7  | DNF | 3   | 8  | 7  | DNF | 5  | 9  | 5   |    |    |    |    |    |    |
| 2019   |     |    |    |    |     |     |    |     |     |    |     |     |    |    |     |    |    |     |    |    |    |    |    |    |
| 17     | 16  | 17 | 16 | 18 | 18  | 18  | 18 | 20  | 16  | 10 | 19  | 17  | 17 | 16 | DNF | 17 | 18 | DNF | 16 | 19 |    |    |    |    |
| 2021   |     |    |    |    |     |     |    |     |     |    |     |     |    |    |     |    |    |     |    |    |    |    |    |    |
|        |     |    | PO |    |     |     | PO |     |     | PO |     | 15  | 14 |    |     |    |    |     |    |    |    |    |    |    |

| Legende  | Legende            | Legende                                                          |
| Farbe    | Abkürzung          | Bedeutung                                                        |
| -------- | ------------------ | ---------------------------------------------------------------- |
| Gold     | –                  | Sieg                                                             |
| Silber   | –                  | 2. Platz                                                         |
| Bronze   | –                  | 3. Platz                                                         |
| Grün     | –                  | Platzierung in den Punkten                                       |
| Blau     | –                  | Klassifiziert außerhalb der Punkteränge                          |
| Violett  | DNF                | Rennen nicht beendet (did not finish)                            |
| Violett  | NC                 | nicht klassifiziert (not classified)                             |
| Rot      | DNQ                | nicht qualifiziert (did not qualify)                             |
| Rot      | DNPQ               | in Vorqualifikation gescheitert (did not pre-qualify)            |
| Schwarz  | DSQ                | disqualifiziert (disqualified)                                   |
| Weiß     | DNS                | nicht am Start (did not start)                                   |
| Weiß     | WD                 | zurückgezogen (withdrawn)                                        |
| Hellblau | PO                 | nur am Training teilgenommen (practiced only)                    |
| Hellblau | TD                 | Freitags-Testfahrer (test driver)                                |
| ohne     | DNP                | nicht am Training teilgenommen (did not practice)                |
| ohne     | INJ                | verletzt oder krank (injured)                                    |
| ohne     | EX                 | ausgeschlossen (excluded)                                        |
| ohne     | DNA                | nicht erschienen (did not arrive)                                |
| ohne     | C                  | Rennen abgesagt (cancelled)                                      |
| ohne     | keine WM-Teilnahme |                                                                  |
| sonstige | P/fett             | Pole-Position                                                    |
| sonstige | 1/2/3/4/5/6/7/8    | Punktplatzierung im Sprint-/Qualifikationsrennen                 |
| sonstige | SR/kursiv          | Schnellste Rennrunde                                             |
| sonstige | *                  | nicht im Ziel, aufgrund der zurückgelegten Distanz aber gewertet |
| sonstige | ()                 | Streichresultate                                                 |
| sonstige | unterstrichen      | Führender in der Gesamtwertung                                   |

### Le-Mans-Ergebnisse
| Jahr | Team             | Fahrzeug     | Teamkollege       | Teamkollege     | Platzierung     | Ausfallgrund    |
| ---- | ---------------- | ------------ | ----------------- | --------------- | --------------- | --------------- |
| 2021 | Team WRT         | Oreca 07     | Louis Delétraz    | Ye Yifei        | nicht klassiert |                 |
| 2022 | Prema Orlen Team | Oreca 07     | Louis Delétraz    | Lorenzo Colombo | Rang 6          |                 |
| 2023 | Team WRT         | Oreca 07     | Louis Delétraz    | Rui Andrade     | Rang 10         |                 |
| 2024 | AF Corse         | Ferrari 499P | Robert Schwarzman | Ye Yifei        | Ausfall         | Elektrikschaden |
| 2025 | AF Corse         | Ferrari 499P | Philip Hanson     | Ye Yifei        | Gesamtsieg      |                 |

### Einzelergebnisse in der FIA-Langstrecken-Weltmeisterschaft
| Saison | Team             | Rennwagen      | 1   | 2   | 3   | 4   | 5   | 6   | 7   | 8   | 9   |
| ------ | ---------------- | -------------- | --- | --- | --- | --- | --- | --- | --- | --- | --- |
| 2017   | Team Kolles      | ENSO CLM P1/01 | SIL | SPA | LEM | NÜR | MEX | AUS | FUJ | SHA | BAH |
| 2017   | Team Kolles      | ENSO CLM P1/01 | DNF |     |     |     |     |     |     |     |     |
| 2021   | Team WRT         | Oreca 07       | SPA | POR | MON | LEM | BAH | BAH |     |     |     |
| 2021   | Team WRT         | Oreca 07       |     |     |     | DNF | 11  | 11  |     |     |     |
| 2022   | Prema Orlen Team | Oreca 07       | SEB | SPA | LEM | MON | FUJ | BAH |     |     |     |
| 2022   | Prema Orlen Team | Oreca 07       | 7   | 10  | 6   | 9   | 10  | 8   |     |     |     |
| 2023   | WRT              | Oreca 07       | SEB | POR | SPA | LEM | MON | FUJ | BAH |     |     |
| 2023   | WRT              | Oreca 07       | 11  | 12  | 7   | 10  | 13  | 11  | 12  |     |     |
| 2024   | AF Corse         | Ferrari 499P   | KAT | IMO | SPA | LEM | SAO | AUS | FUJ | BAH |     |
| 2024   | AF Corse         | Ferrari 499P   | 4   | 8   | 8   | DNF | 11  | 1   | 12  | 8   |     |
| 2025   | AF Corse         | Ferrari 499P   | KAT | IMO | SPA | LEM | SAO | AUS | FUJ | BAH |     |
| 2025   | AF Corse         | Ferrari 499P   | 2   | 4   | 30  | 1   | 8   |     |     |     |     |

### Einzelergebnisse in der DTM
| Saison | SPA | SPA | LA1 | LA1 | LA2 | LA2 | ASS | ASS | NÜ1 | NÜ1 | NÜ2 | NÜ2 | ZO1 | ZO1 | ZO2 | ZO2 | HOC | HOC | Punkte | Rang |
| Saison | 1   | 2   | 3   | 4   | 5   | 6   | 7   | 8   | 9   | 10  | 11  | 12  | 13  | 14  | 15  | 16  | 17  | 18  | Punkte | Rang |
| ------ | --- | --- | --- | --- | --- | --- | --- | --- | --- | --- | --- | --- | --- | --- | --- | --- | --- | --- | ------ | ---- |
| 2020   | 14  | 14  | 13  | 13  | 16  | 16  | 10  | 14  | 16  | 12  | 13  | DNF | 14  | 12  | DNF | 3   | 8   | 15  | 20     | 15.  |

### Einzelergebnisse in der WRC
| Jahr | Team                                     | Fahrzeug           | 1   | 2   | 3   | 4   | 5   | 6   | 7   | 8   | 9   | 10  | 11  | 12  | 13  | Punkte | Rang |
| ---- | ---------------------------------------- | ------------------ | --- | --- | --- | --- | --- | --- | --- | --- | --- | --- | --- | --- | --- | ------ | ---- |
| 2013 | Abu Dhabi Citroën Total World Rally Team | Citroën DS3 WRC    | MON | SWE | MEX | POR | ARG | GRE | ITA | FIN | DEU | AUS | FRA | ESP | GBR | 18     | 13.  |
| 2013 | Abu Dhabi Citroën Total World Rally Team | Citroën DS3 WRC    | –   | –   | –   | –   | –   | –   | –   | –   | –   | –   | –   | –   | DNF | 18     | 13.  |
| 2014 | RK M-Sport World Rally Team              | Ford Fiesta RS WRC | MON | SWE | MEX | POR | ARG | ITA | POL | FIN | DEU | AUS | FRA | ESP | GBR | 14     | 16.  |
| 2014 | RK M-Sport World Rally Team              | Ford Fiesta RS WRC | DNF | DNF | DNF | DNF | 6   | 8   | 20  | 34  | DNF | 9   | DNF | 17  | 11  | 14     | 16.  |
| 2015 | RK M-Sport World Rally Team              | Ford Fiesta RS WRC | MON | SWE | MEX | ARG | POR | ITA | POL | FIN | DEU | AUS | FRA | ESP | GBR | 11     | 12.  |
| 2015 | RK M-Sport World Rally Team              | Ford Fiesta RS WRC | DNF | 19  | 18  | –   | 9   | 30  | 8   | DNF | 35  | –   | 22  | 11  | 9   | 11     | 12.  |